# 青森站
青森站（日语：〔〕／〔〕 Aomori eki */?）是東日本旅客鐵道（JR東日本）及青森鐵道的鐵路車站，位於青森縣青森市柳川一丁目。青森站是奧羽本線、青森鐵道線的終點，也是津輕線的起點。2002年（平成14年）入選東北車站百選。自開站以來，一直都是往來北海道的重要車站，由最初的渡輪（青函連絡船），到後來青函隧道及津輕海峽線開通，都是列車必經之站，但自2016年北海道新幹線通車後，由本站開往北海道方向的列車全部被廢除，其北海道玄關車站的地位，也改由新青森站承繼。

## 車站構造
2021年3月27日啟用的第五代站體為跨站式站房，擁有3個1面2線的島式月台，總計6線。月台北面為原通往連接青函連絡船碼頭的行人天橋入口，現時全部入口均以被鐵閘所圍封。站房內外以木頭色為主，東西兩邊為全天可自由通行的行人通道，長170公尺。行人通道南側為玻璃帷幕，增加採光並可眺望進出車站的列車；北側以青森盛產蘋果的木箱為意象，並設有櫥窗展示鐵道文物與圖片。剪票口位於東側，旁邊設有綠色窗口及JR東日本旗下旅行社ViewPlaza的服務中心，剪票口斜對面是青森鐵道的售票處。連接各月台的通道北側是玻璃帷幕，在舊站房人行天橋拆除後，可眺望青森灣大橋與青森港。
本站站名「青森」為漢字，但第四代車站西口與東口兩邊的站房入口上方站名牌皆只以平假名表示。且做為主要出入口的東口也未像其他主要車站一樣，在日文站名下方加註英文站名。

### 月台配置
| 月台      | 路線                     | 目的地           |
| --------- | ------------------------ | ---------------- |
| 1         | ■青森鐵道線              | 野邊地、八戶方向 |
| 2         | ■青森鐵道線              | 野邊地、八戶方向 |
| ■奥羽本線 | 新青森、弘前、東能代方向 |                  |
| ■奥羽本線 | 新青森、弘前、東能代方向 | 3 - 6            |
| ■津輕線   | 蟹田、三廄方向           |                  |

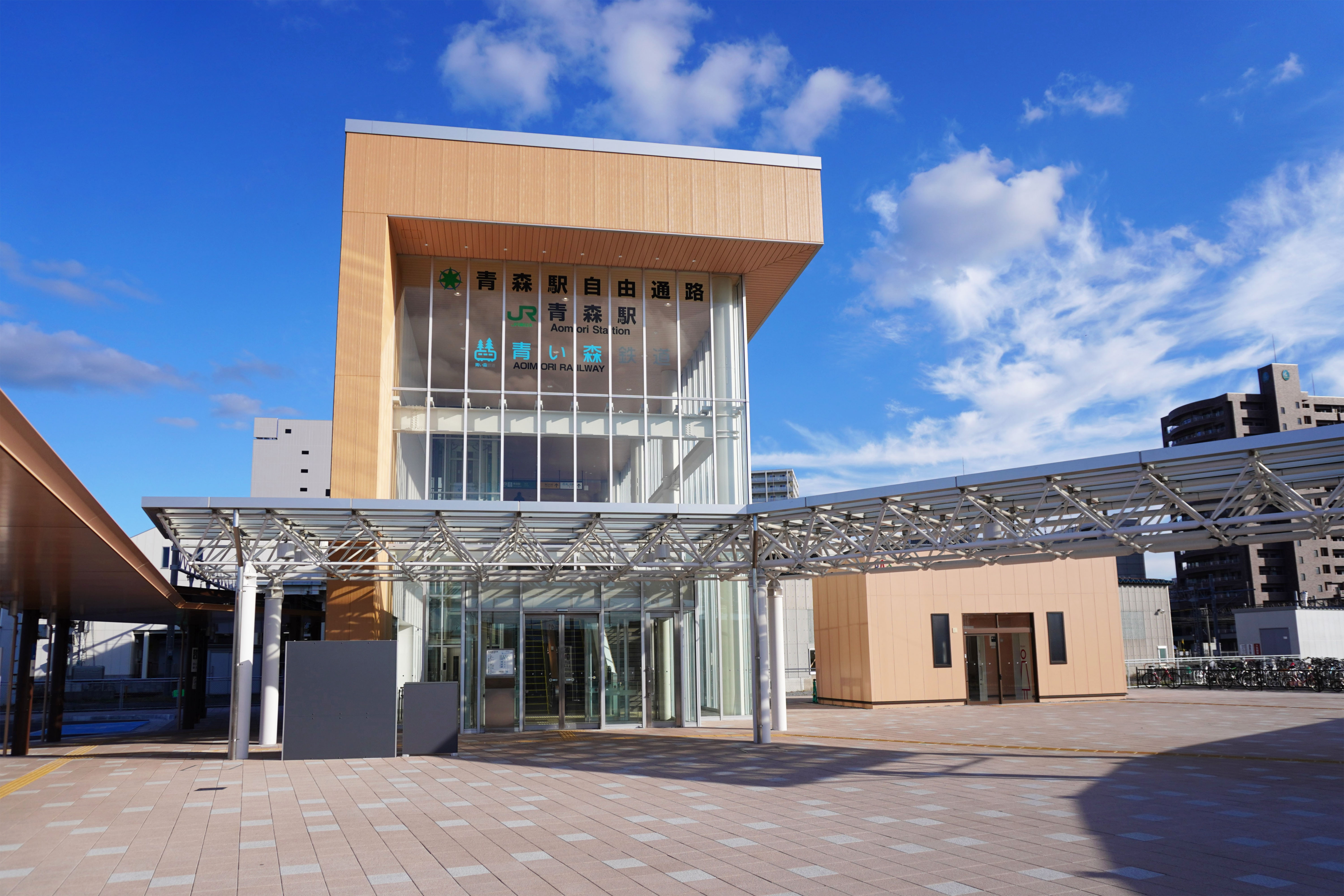
西口（2023年10月）
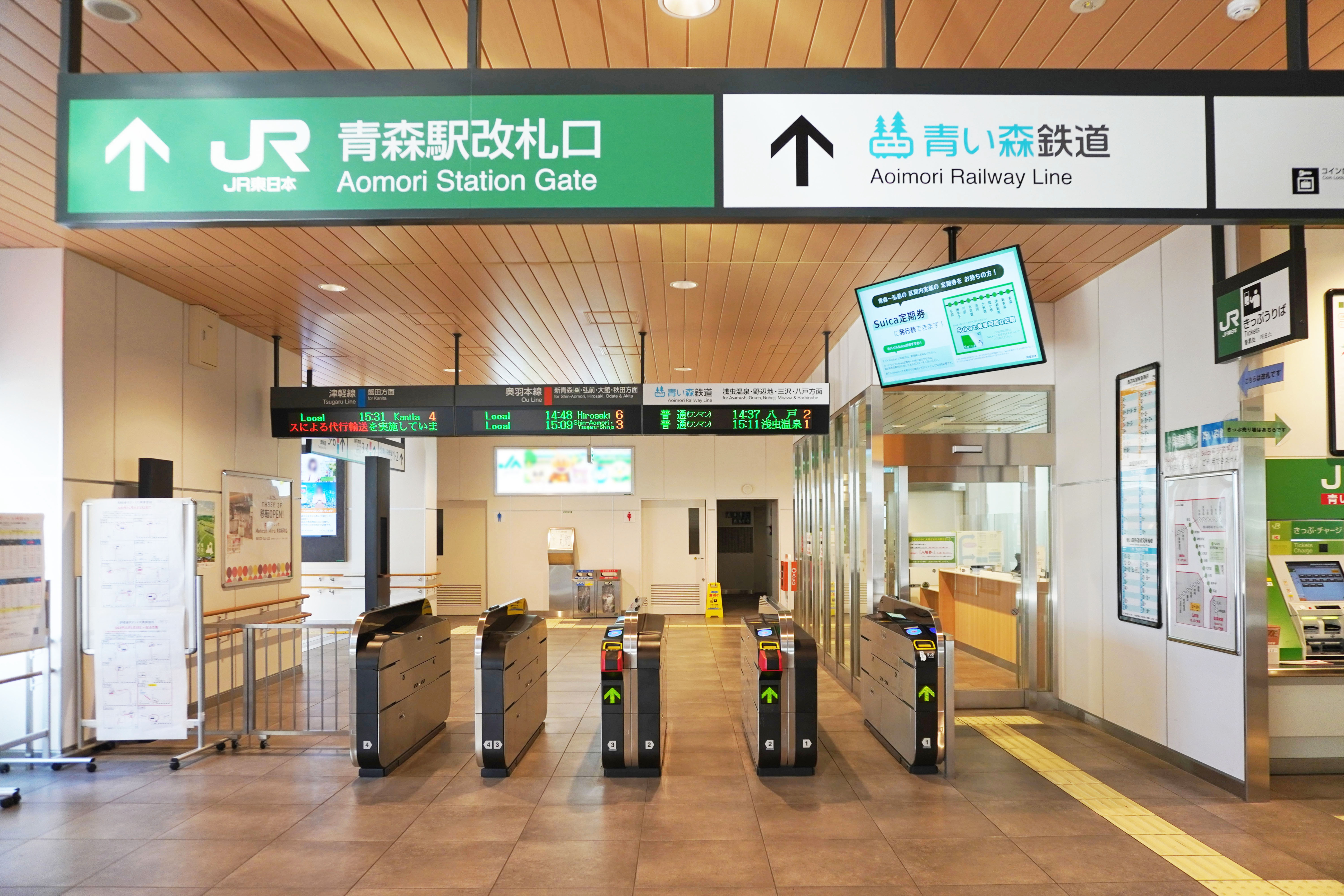
閘口(2023年10月)
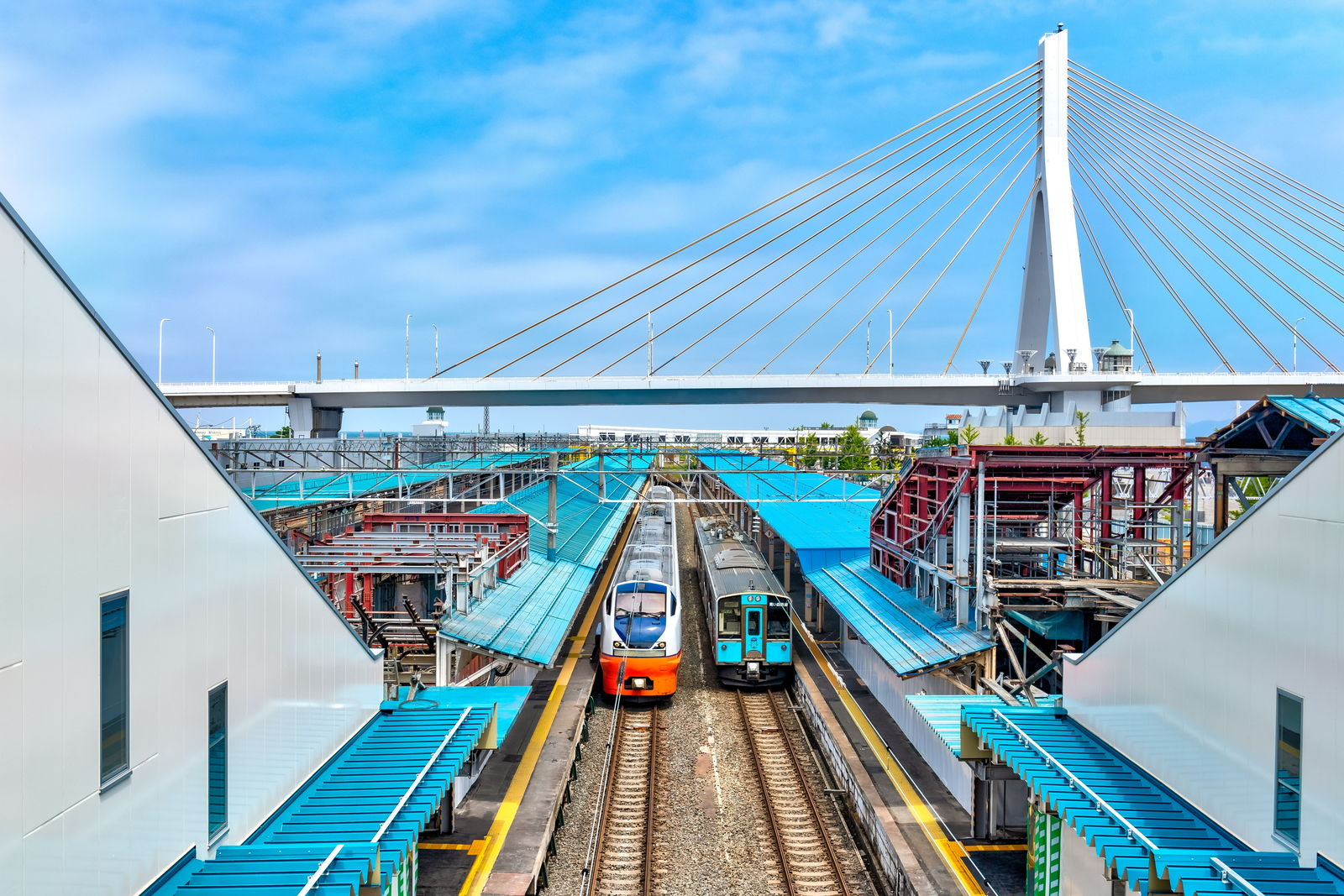
月台全景(2021年7月)
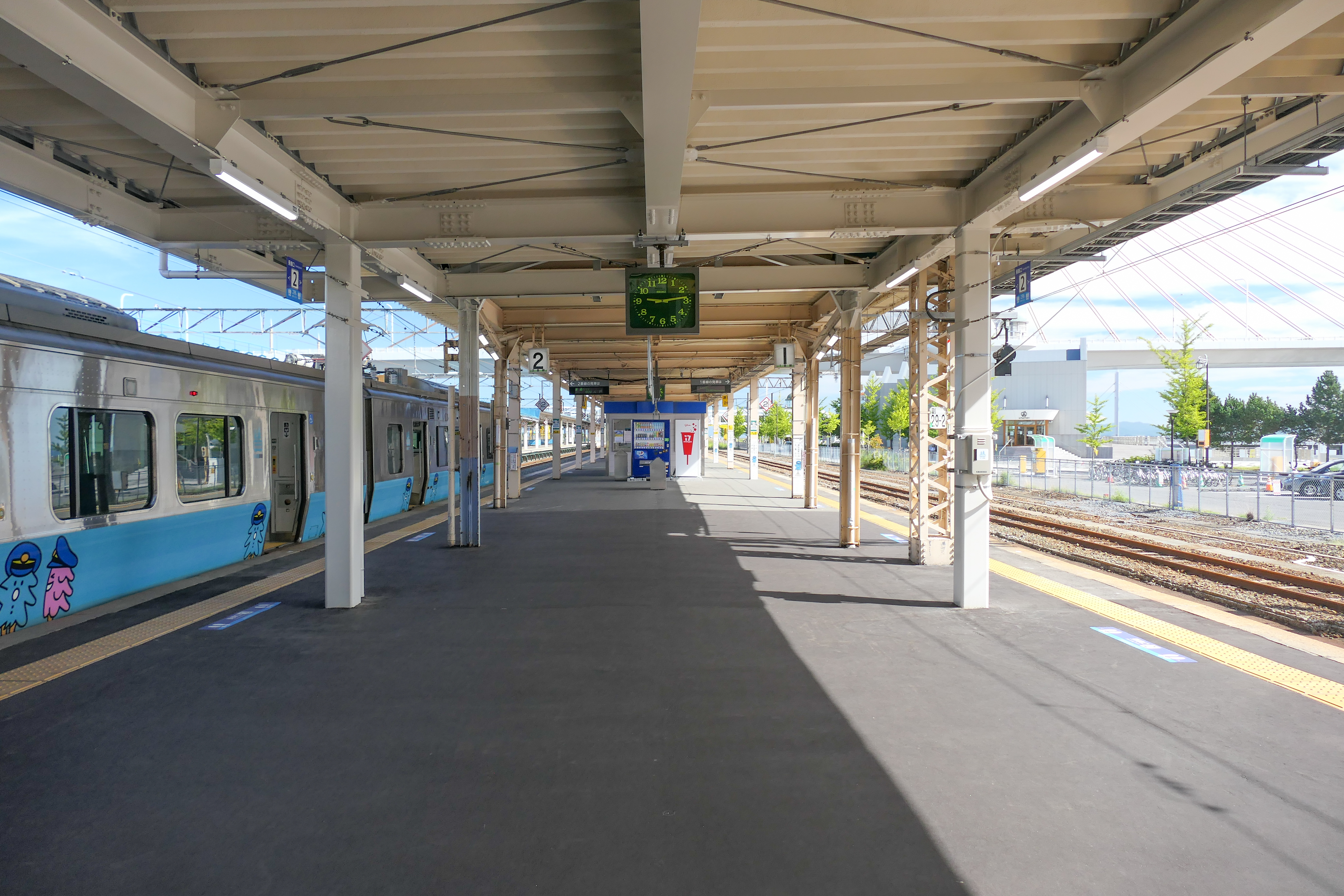
1號與2號月台(2022年9月)

## 相鄰車站
東日本旅客鐵道（JR東日本）
■奥羽本線
- 特急「津輕」到發站
- 臨時快速「Resort羅漢柏、八戶、下北」停車站、「Resort白神號列車」到發站

□快速・■普通
新青森－青森
■津輕線
- 臨時快速「Resort羅漢柏」停車站

■普通
青森－（新油川信號場）－油川
青森鐵道
■青森鐵道線
- 臨時快速「Resort羅漢柏八戶、下北」停車站

□快速「下北」
東青森－青森
□快速、■普通
筒井－（青森信號場）－青森

### 曾經存在的路線
日本國有鐵道（國鐵）
東北本線（舊線）
浦町－（青森操車場）－青森
北海道旅客鐵道（JR北海道）
青函航路（青函連絡船）
青森－函館

## 外部連結
- JR東日本－青森站 （页面存档备份，存于）（日語）
- 青森鐵道青森站（页面存档备份，存于）（日語）

40°49′43.87″N 140°44′4.89″E / 40.8288528°N 140.7346917°E